# Армандо Гонсалес
Армандо Гонсалес (ісп. Armando González, 1924) — парагвайський футболіст, що грав на позиції півзахисника, зокрема, за клуби «Депортіво Перейра» та «Індепендьєнте» (Медельїн).

## Клубна кар'єра
У футболі дебютував виступами за команду «Гуарані» (Асунсьйон). 
Своєю грою за цю команду привернув увагу представників тренерського штабу клубу «Депортіво Перейра», до складу якого приєднався 1951 року. Відіграв за команду з Перейри наступні два сезони своєї ігрової кар'єри. Більшість часу, проведеного у складі «Депортіво Перейра», був основним гравцем команди.
1954 року перейшов до клубу «Індепендьєнте» (Медельїн).  Завершив професійну кар'єру футболіста виступами за команду «Індепендьєнте» (Медельїн) у тому ж році.

## Виступи за збірну
Був присутній в заявці збірної на чемпіонаті світу 1950 року у Бразилії, але на поле не виходив.

## Титули і досягнення
- Срібний призер Чемпіонату Південної Америки: 1949